# Andreas Liebold
Andreas Liebold (* 6. Juni 1959 in Heidelberg) ist ein deutscher Moderator, Kabarettist, Autor und Medientrainer.

## Leben
Nach seinem Abitur am Ratsgymnasium Bielefeld war er Schauspieler und Regisseur beim Bielefelder FRAPP-Theater. Zusammen mit Ingolf Lück, Fritz Tietz und anderen spielte und inszenierte er zum Beispiel „Der Klassenfeind“ von Nigel Williams sowie „Und sie legten den Blumen Handschellen an“ von Fernando Arrabal.
Mit Ingolf Lück gründete er das Kindertheater „Zick-Zack Theaterbande“, mit dem sie zwischen 1983 und 1987 vor allem in Nordrhein-Westfalen auftraten. Außerdem spielten die beiden in dem Rock-Theater „Das Totale Theater“, mit dem sie auch eine Einladung zum WDR-Sprungbrett erhielten. Dort bekam Liebold mit Ingolf Lück ebenfalls die Möglichkeit, im WDR-Fernsehen zu moderieren.
Zwischen 1987 und 1990 moderierte Liebold etwa 50 Folgen der TV-Live-Show „Easy“ zusammen mit Marijke Amado für den WDR, sowie einige Sendungen für das SWF-Fernsehen, das ZDF und Tele 5.
1987 gründete Liebold zusammen mit Dietmar Wischmeyer, Klaus-Dieter Richter und Sabine Bulthaup das Frühstyxradio bei Radio ffn, eine der ersten Radio-Comedys Deutschlands. Die ersten Erfolge feierten sie mit den täglichen Serien „Die Vierma“ und „Die drei Musketiere“.
Liebolds wichtigste Figuren beim Frühstyxradio sind Herr Radioven, Fritz F. Nietmeyer, Heinz Wägele und Karl-Rudolph. Liebold beherrscht alle deutschen Dialekte, und wegen seiner schauspielerischen Erfahrungen wurde er beim Frühstyxradio für viele verschiedene Charaktere eingesetzt. Später kamen Oliver Kalkofe und Oliver Welke zum Frühstyxradio dazu. Gemeinsam nahmen sie etliche CDs auf und waren auf Tournee.
1991 begann Liebold gleichzeitig mit Matthias Knop als Moderator bei Radio Bielefeld. Neben der Moderation schrieb, sprach und produzierte er bis 1995 eine wöchentliche Glosse unter dem Pseudonym „Horst Stellbrink“. Bei Radio Bielefeld ist Liebold bis heute als Moderator. 1993 war er auch für ein Jahr beim WDR-Landesstudio Bielefeld tätig, als Moderator, Nachrichtensprecher, Autor und Darsteller einer Comedyfigur. Von 1995 bis 1997 war Liebold Chefredakteur von Radio Herford.
Von 2000 bis 2001 arbeitete er als Pressesprecher für das ATP-Tennis-Turnier Mallorca Open.
1998 sprach er, als die deutsche Stimme von Michael J. Nelson, in Mystery Science Theater 3000: Der Film mit.
Seit 1990 liegt sein beruflicher Schwerpunkt auf der Moderation von Veranstaltungen. Liebold moderiert Podiumsdiskussionen, Fachtagungen und Kulturveranstaltungen, z. B. im Landtag Düsseldorf, für das Städtenetzwerk NRW, verschiedene Ministerien. Er war seit 2002 jedes Jahr der Moderator beim Tanzfestival Bielefeld und beim Wackelpeter-Kinderkulturfest. Er moderiert die Verleihung des Robert-Jungk-Preises, des Dieter-Baacke-Preises, der deutschen BigBrotherAwards und viele Veranstaltungen zum Thema demografischer Wandel.

## Auszeichnungen
- 1995: Das Goldene Kabel für die Comedy-Berichterstattung zur Landtagswahl in Niedersachsen
- 2009: Besondere Auszeichnung im Rahmen des Niedersächsischen Hörfunkpreises für über 20 Jahre herausragende Radio-Comedy mit dem Frühstyxradio